# Elsteraue
Elsteraue település Németországban, azon belül Szász-Anhalt tartományban. Lakosainak száma 7843 fő (2023. december 31.). Elsteraue Elstertrebnitz és Groitzsch községekkel határos.

## Népesség
A település népességének változása:
| Lakosok száma | 8269 | 8206 | 7983 | 7886 | 7843 |
|               | 2017 | 2019 | 2021 | 2022 | 2023 |